# Гусак, Карел
Карел Гусак (чеш. Karel Husák, 23 июня 1925 — 6 декабря 2004) — чехословацкий шахматист, гроссмейстер ИКЧФ (1968).
Известен по выступлениям в заочных соревнованиях. Являлся одним из сильнейших чехословацких переписочников 1960-х гг.
Главное спортивное достижение — дележ 2—3 мест в 5-м чемпионате мира по переписке (1965—1968 гг.) с другим чехословацким шахматистом Я. Гиблом (11 из 16, +9-3=4). По итогам турнира обоим было присвоено звание гроссмейстера ИКЧФ. Чемпионом мира стал американец Г. Берлинер.
Также выступал в предварительных соревнованиях 4-го чемпионата мира и первых чемпионатах Европы.